# Самойловка (Нижегородская область)
Само́йловка — деревня в Павловском районе Нижегородской области России. Входит в состав городского поселения рабочий посёлок Тумботино.

## География

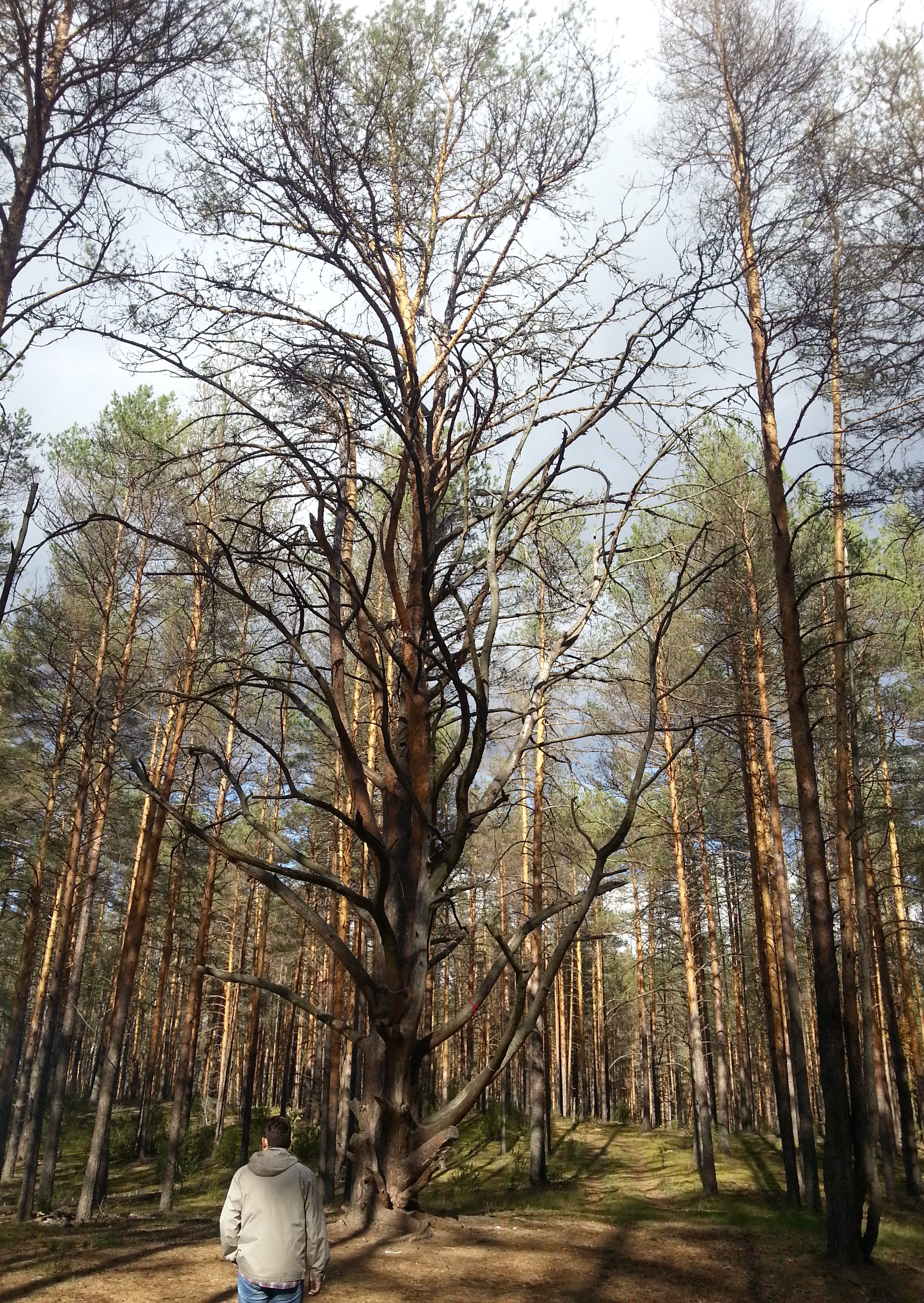
«Мать-сосна» (сосна необычной формы ветвления) в районе Лосиного озера. Памятник природы регионального значения

Самойловка находится приблизительно в километре к северу от окраин посёлка городского типа Тумботино, уже в пределах крупного лесного массива, располагающегося на границе Нижегородской и Владимирской областей, между Окой на юге и железнодорожной линией Москва—Нижний Новгород Горьковской железной дороги (перегон Ковров I—Нижний Новгород-Сортировочный) на севере. Эти остепнённые сосновые леса занимают почти всю северо-западную (заокскую) часть Павловского района и составляют охраняемый природный ландшафт «Павловское Заочье» (некоторые называют эту местность Нижегородской Мещерой). На его территории сформирован Тумботинский государственный природный комплексный заказник.
В окрестностях Самойловки расположен целый ряд небольших лесных озёр и болот. Южнее, между Самойловкой и Тумботино, находится небольшое Яшкино болото. Юго-западнее, также недалеко от окраины Тумботино — озеро Селищи и Торфяное болото. На западе — озеро Святое Тумботинское (Свято-озеро; памятник природы регионального значения). На северо-западе — Лосиное озеро (памятник природы регионального значения). На северо-востоке — болото Круглое и озеро Журавлиха. Восточнее протекает небольшая речка Прорана, впадающая в Оку. Юго-западнее Самойловки, чуть дальше озера Селищи, находится самое крупное озера Павловского района — Кусторка, представляющее собой старицу Оки и при помощи речки Подборицы соединяющееся с Окой.
К юго-западу от деревни проходит автодорога Павлово—Гороховец. Западнее, у Свято-озера, она уходит несколько на юго-запад, к Кусторке, а затем, у деревни Щепачиха, круто поворачивает на север, огибая, таким образом, центральную часть лесного массива Павловского Заочья. В то же время в районе Святого Тумботинского озера от современного шоссе отходит мало используемая тропа, носящая название Старой Гороховецкой дороги, которая идёт строго на северо-запад, проходя через центр Павловского Заочья.

## История
Деревня Самойловка уже существовала, по крайней мере, к 1924 году, когда вошла в состав Тумботинского сельсовета Павловской волости Павловского уезда Нижегородской губернии.

## Население
| 2002 | 2010 |
| ---- | ---- |
| 138  | ↗142 |

По данным переписи 2002 года, 100 % населения деревни составляли русские.

## Инфраструктура
- Тумботинское лесничество[12]
- База отдыха «Лесная здравница» (северо-западнее Самойловки)[13]
- Планируется строительство автодороги к деревне Самойловка от трассы Павлово—Тумботино—Гороховец[14]